# Општина Молдовени (Јаломица)
Молдовени (рум. Moldoveni) општина је у Румунији у округу Јаломица.
Oпштина се налази на надморској висини од 56 m.

## Становништво

### Хронологија
| Година       | 2005 | 2006 | 2007 | 2008 | 2009 | 2010 | 2011 | 2012 | 2013 | 2014 | 2015 | 2016 | 2017 |
| ------------ | ---- | ---- | ---- | ---- | ---- | ---- | ---- | ---- | ---- | ---- | ---- | ---- | ---- |
| Становништво | 1154 | 1182 | 1183 | 1190 | 1192 | 1175 | 1159 | 1154 | 1146 | 1130 | 1117 | 1115 | 1116 |